# جيم كينيدي (لاعب كرة قاعدة أمريكي)
جيم كينيدي (بالإنجليزية: Jim Kennedy)‏ هو لاعب كرة قاعدة أمريكي، ولد في 1862، وتوفي في 1904.